# Berotralstat
Berotralstat, verkauft unter dem Markennamen Orladeyo, ist ein Medikament zur Vorbeugung von Attacken des hereditären Angioödems bei Patienten ab zwölf Jahren.
Berotralstat wurde im Dezember 2020 in den Vereinigten Staaten von der FDA und 2021 in der EU für die medizinische Anwendung zugelassen.

## Entwicklung
Berotralstat wurde aufgrund der Ergebnisse einer klinischen Studie mit 120 Teilnehmern mit hereditärem Angioödem zugelassen. Die Studie wurde an 40 Standorten in den USA, der Europäischen Union und Kanada durchgeführt. Die Prüfer der Studie untersuchten Teilnehmer ab 12 Jahren mit hereditärem Angioödem acht Wochen lang, um die Anzahl der Attacken für jeden Teilnehmer zu bestimmen. In die Studie wurden nur Teilnehmer aufgenommen, die während des achtwöchigen Zeitraums mindestens zwei Attacken hatten. Die Teilnehmer erhielten 24 Wochen lang einmal täglich eine von zwei Dosen Berotralstat oder Placebo. Weder die Teilnehmer noch die Prüfärzte wussten, welche Behandlung sie erhielten, bis die Studie abgeschlossen war. Es handelte sich also um eine randomisierte kontrollierte Studie. Alle Teilnehmer konnten andere Medikamente zur Behandlung der Attacken verwenden.

## Nebenwirkungen
Zu den häufigsten Nebenwirkungen gehören Bauchschmerzen, Erbrechen, Durchfall, Rückenschmerzen und Sodbrennen.